# 恒基兆業盃2011年全國體操冠軍賽

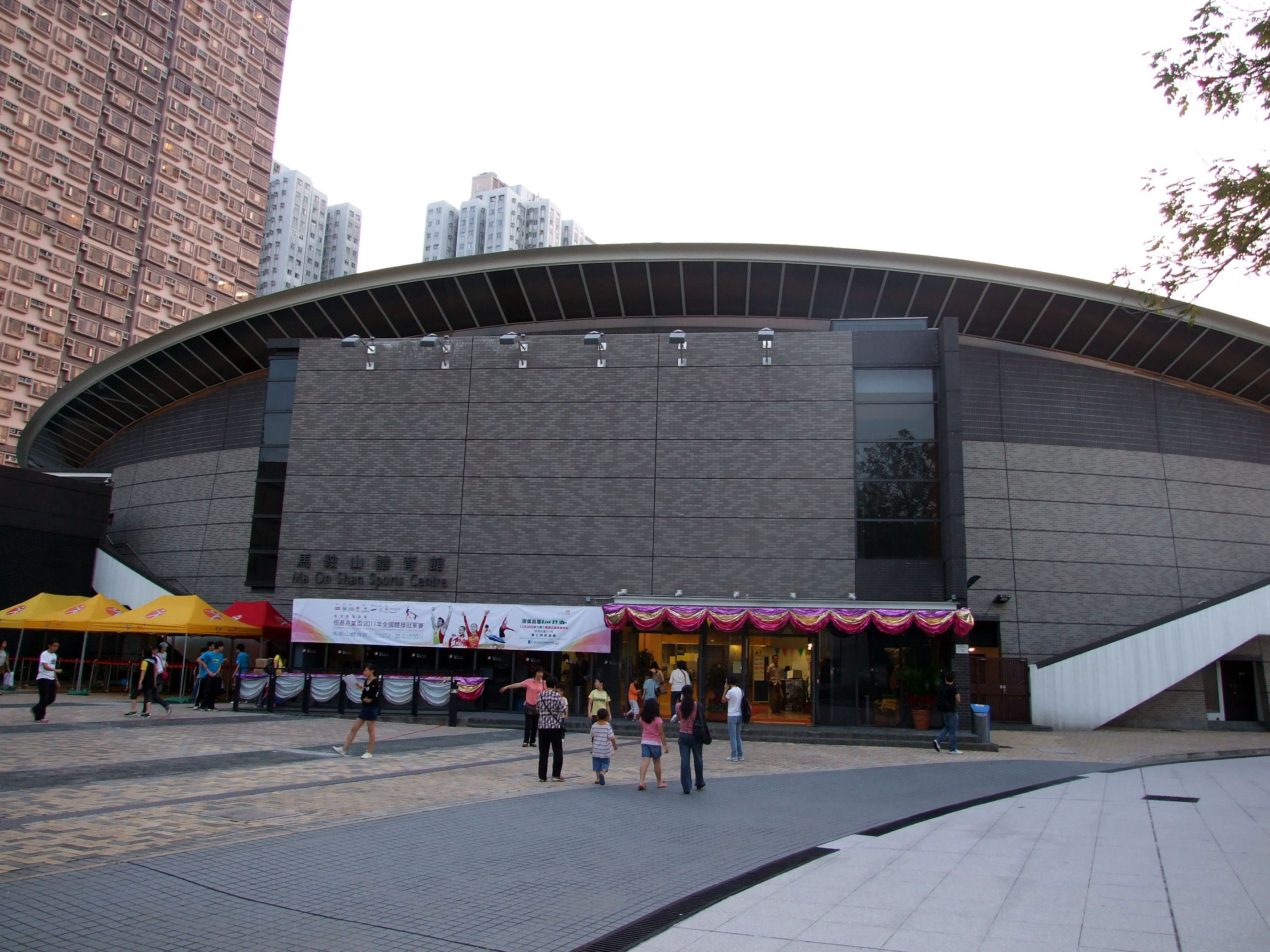
賽事舉行場地馬鞍山體育館

恒基兆業盃2011年全國體操冠軍賽（英語：Henderson Land Cup National Individual Championship of Artistic Gymnastics 2011）是香港首次承辦全國性體操比賽，由国家体育总局體操運動管理中心中国体操协会主辦，中國香港體操總會承辦、恒基兆業地產集團冠名贊助，民政事務局（藝術及體育發展基金）及康樂及文化事務署津助，為期4天的賽事由2011年11月17日至20日在馬鞍山體育館舉行，有來自22個省、區、市和解放軍代表團的89名男運動員和46名女運動員聯同主辦單位香港5男4女選手參加。

## 組委會

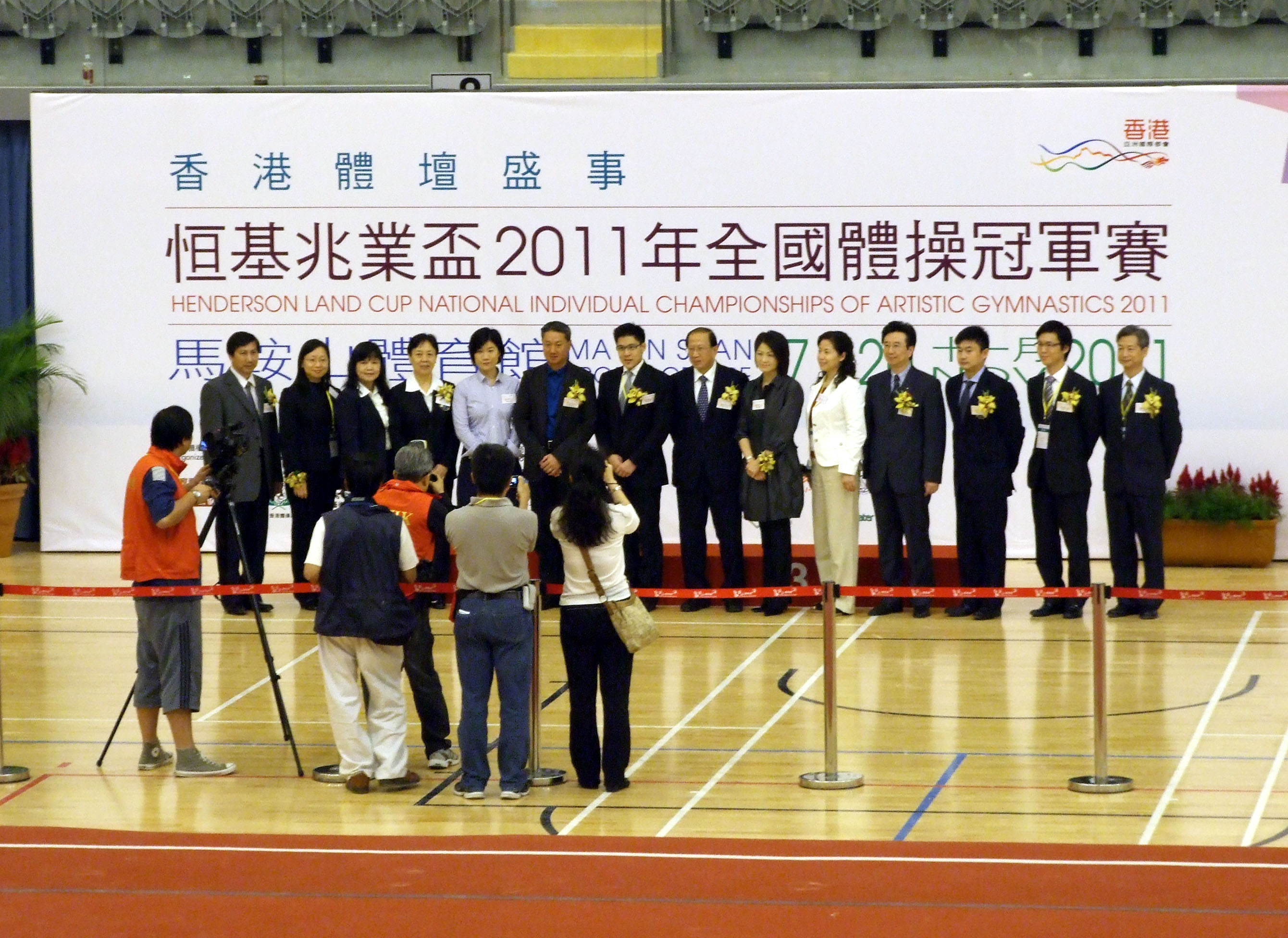
組委會成員與首日決賽頒獎嘉賓

顧問

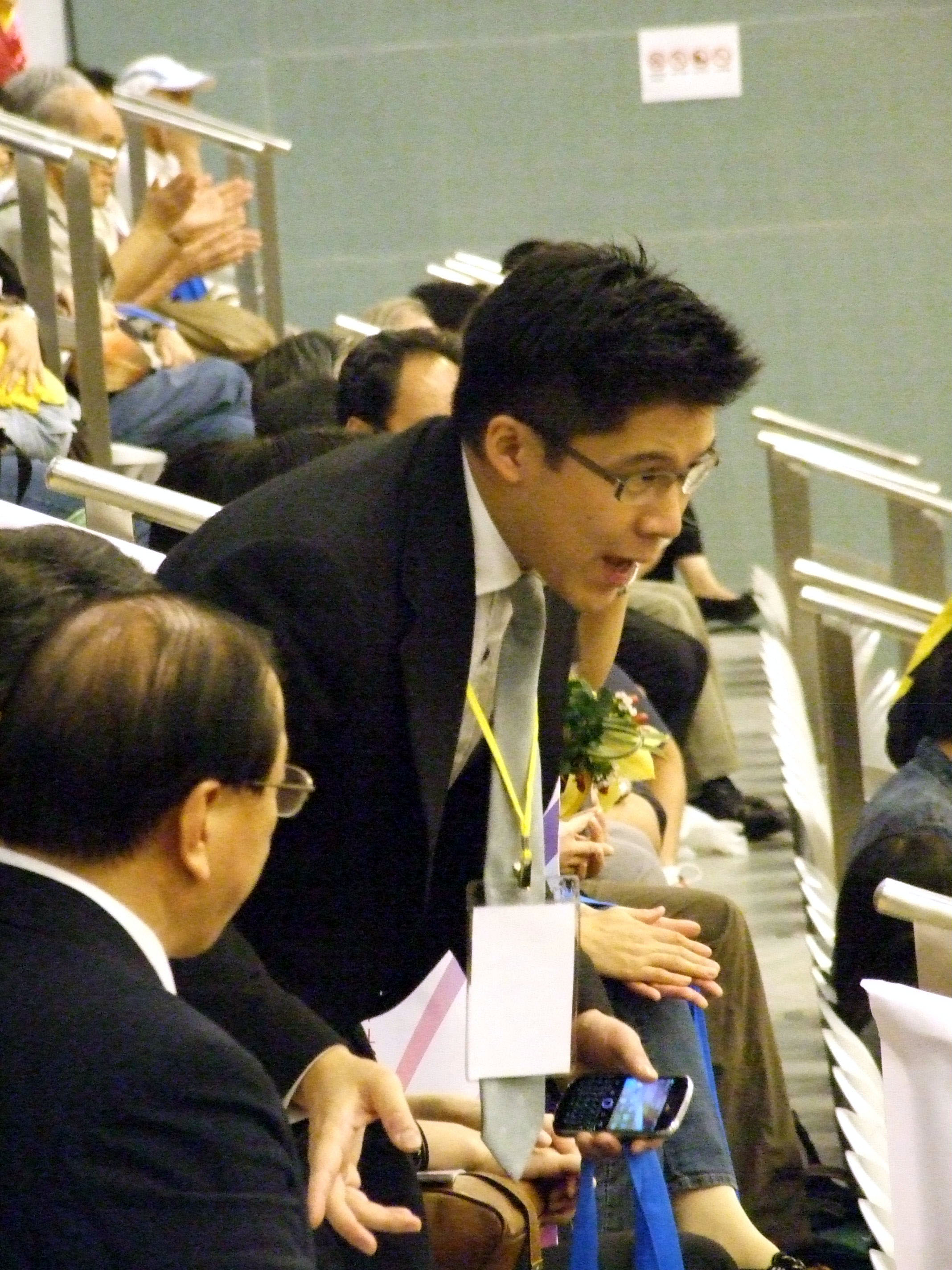
霍啟剛
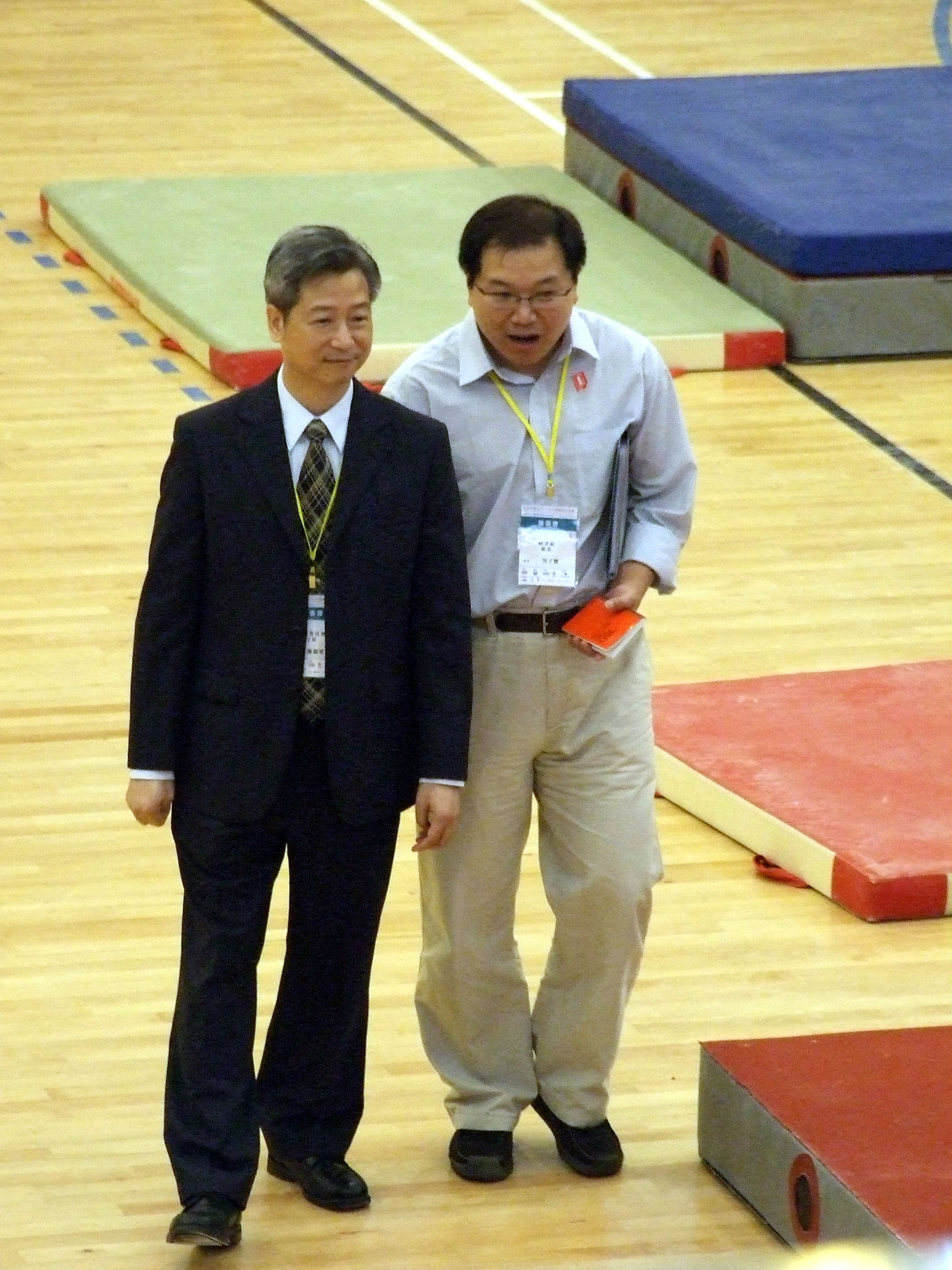
張小燕

主席
- 陳錦雄

副主席
- 黃志嘉

委員
- 區鴻江
- 伍家瑩
- 潘鏡雄
- 曾家石
- 黃潔芝
- 邱浩麟
- 黎子衡
- 賴永森
- 林鳳妍
- 馮世富

- 顧問霍啟剛
- 主席陳錦雄（左）

## 裁判組

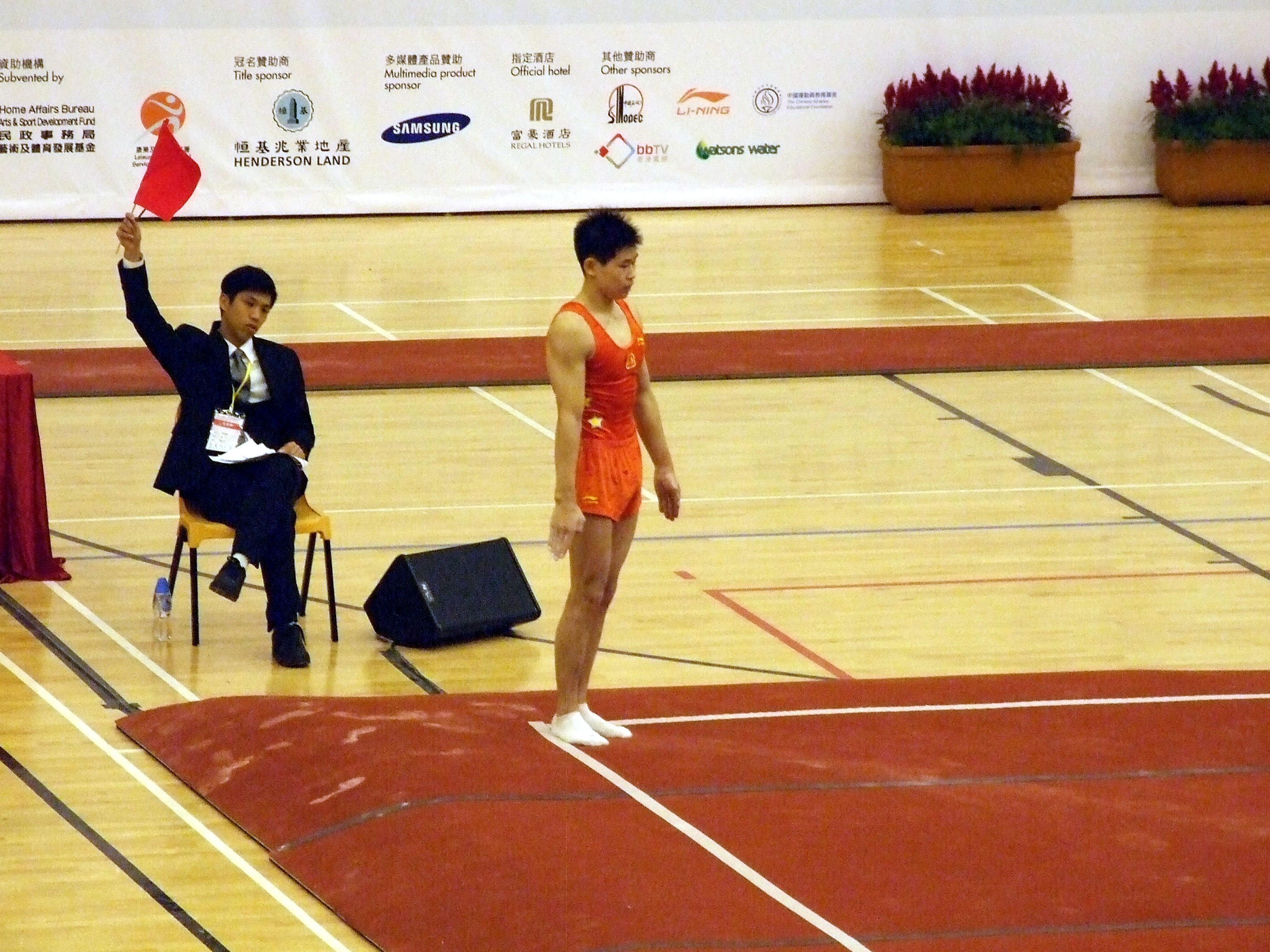
自由體操邊線裁判

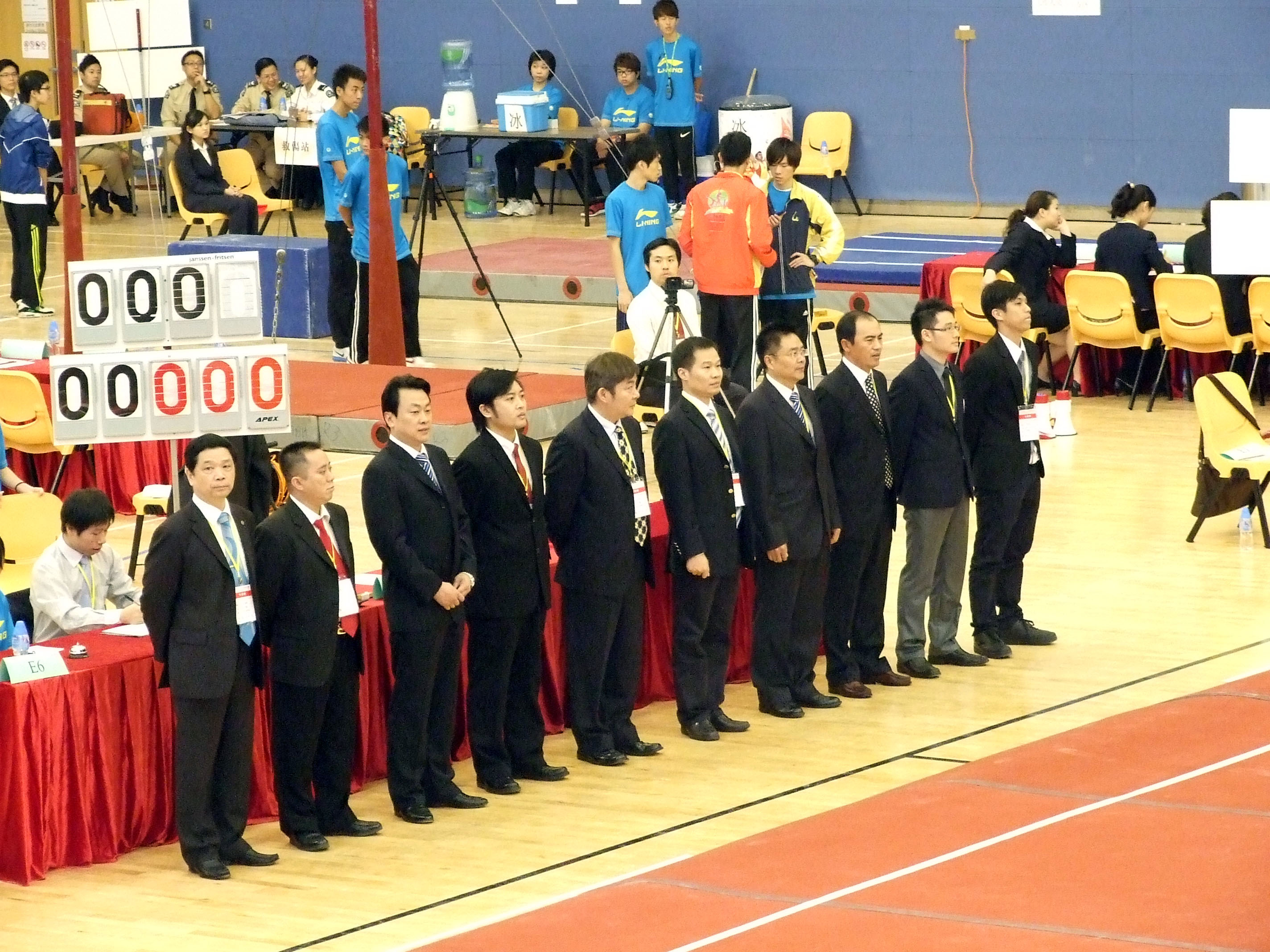
男子自由體操決賽裁判團
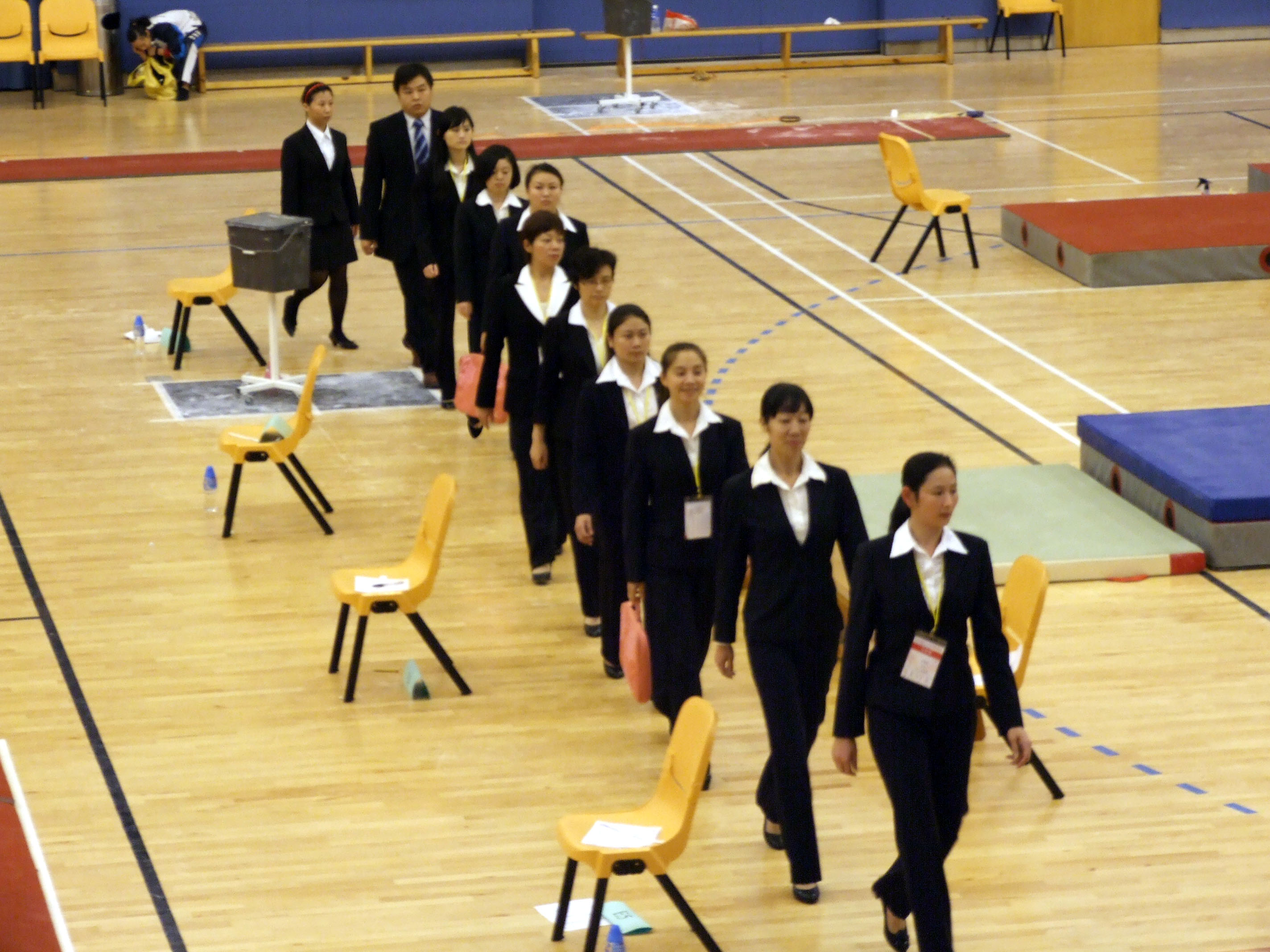
女子高低槓決賽裁判列隊出場
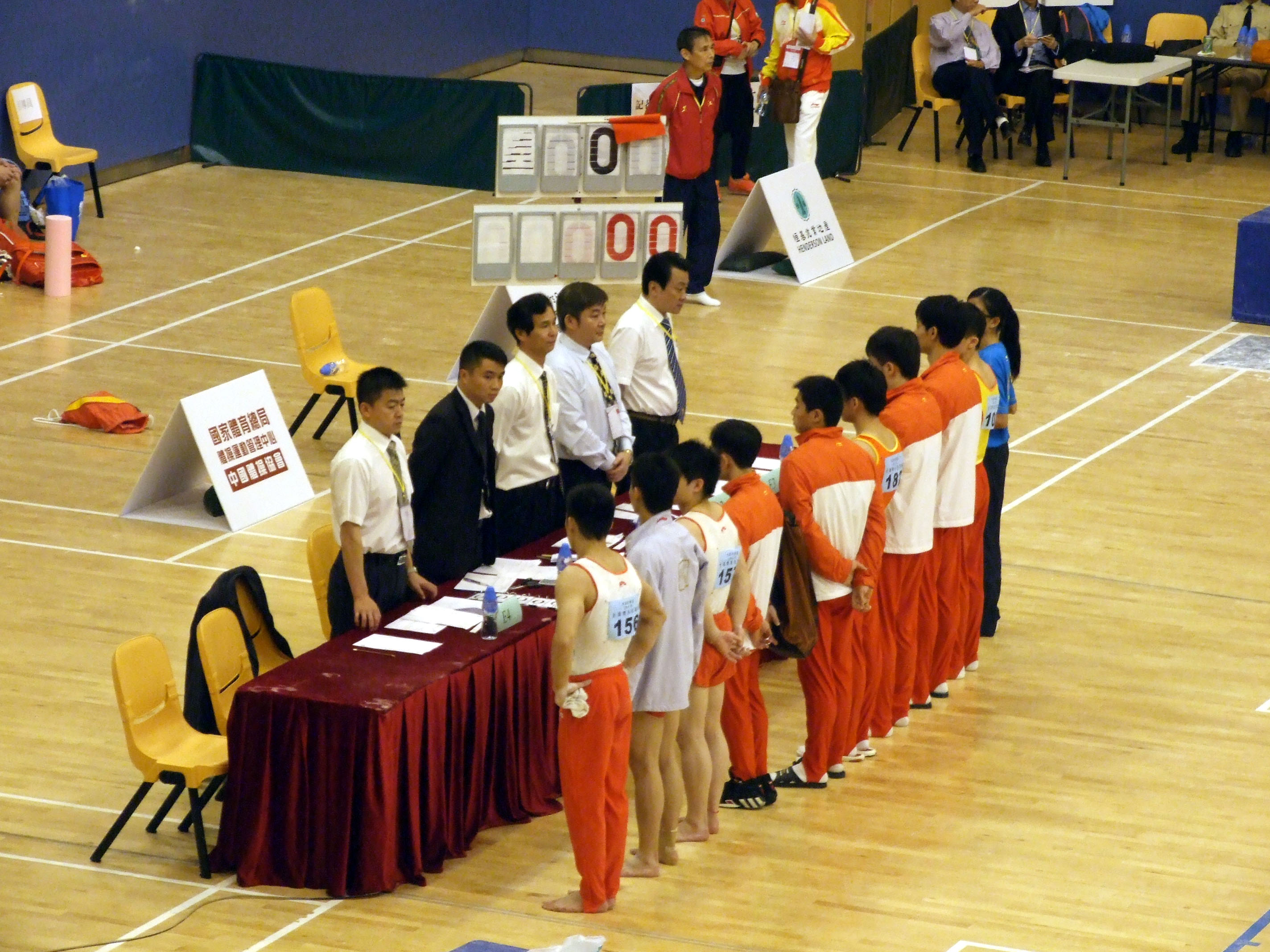
賽前運動員列隊會見裁判
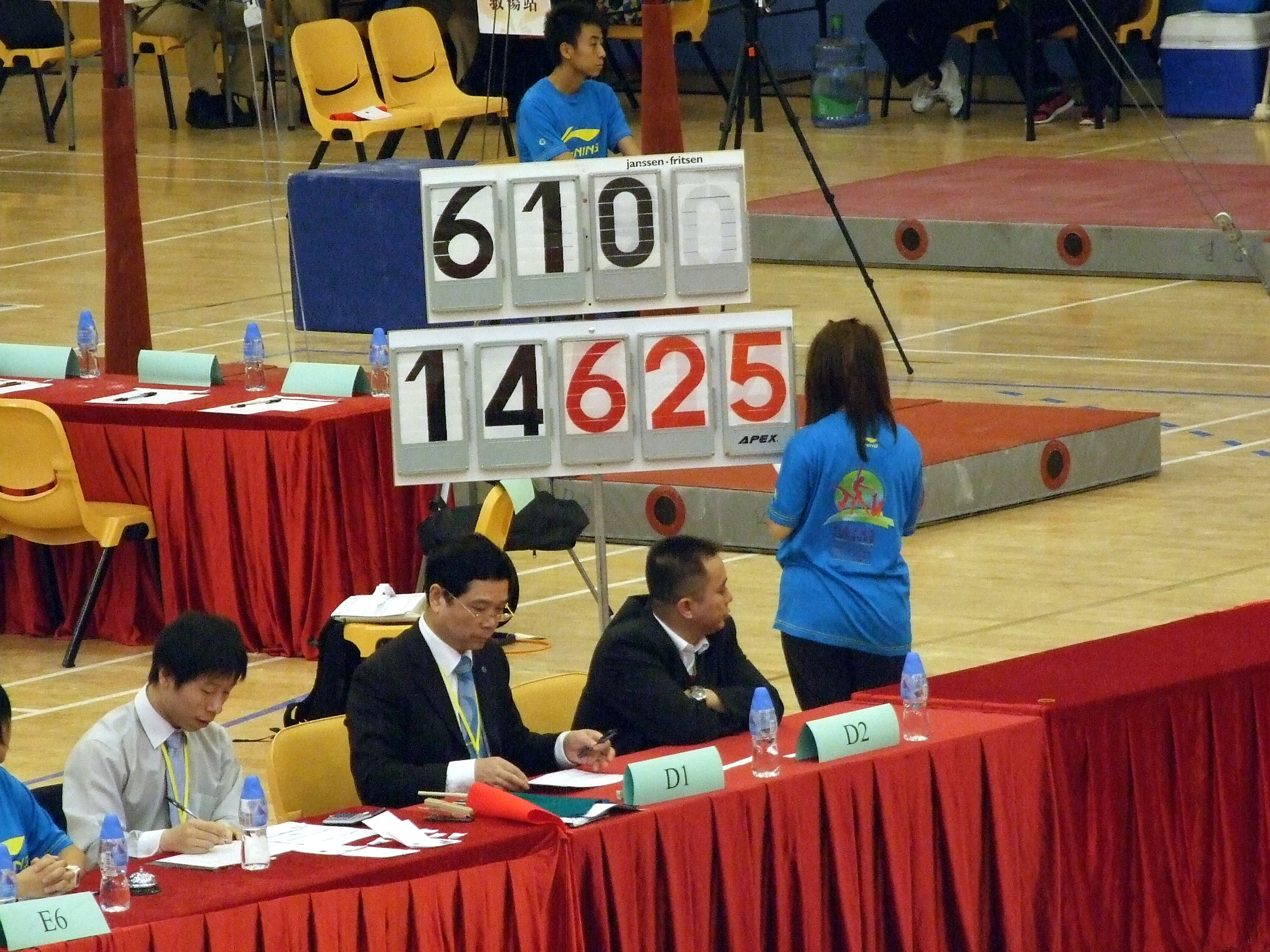
裁判與分牌

仲裁委員
- 毛培雯

高級裁判組
- 燕呢喃、李　敬、付　岩、劉朝輝

裁判
- 陶　鬲、黃　健、曾諳琴

各省裁判代表
| 男隊： - 牟 凡 - 喻永祥 - 王献彪 - 任佳佳 - 董建国 - 孙翼阳 - 李小兵 - 何 炬 - 马海涛 - 崔天增 - 马延春 - 李建军 - 黄 龙 - 俞剑忠 - 王 峰 - 刘万发 - 李海彬 - 荆光辉 - 秦 卫 - 黄 健 - 李新颖 - 张汉侠 - 邵 斌 - 袁家强 | 女隊： - 丁梦娜 - 潘 华 - 吴雨淇 - 朱洁亚 - 余国英 - 唐 丽 - 刘智丽 - 王 卫 - 田园园 - 江 丽 - 张立华 - 曹 瑛 - 张毅丹 - 朱丽萍 - 马文菊 - 曾谙琴 - 黎 芳 - 戴玉英 - 毛培雯 - 屈凤贤 - 刘婉玲 |  |  |

- 男子自由體操決賽裁判團
- 女子高低槓決賽裁判列隊出場
- 賽前運動員列隊會見裁判
- 裁判與分牌

## 代表團
國家體操隊由於要備戰倫敦奧運會而未組隊參賽，加上冬訓將至，剛參加完東京世錦賽的國家隊主力隊員亦全部缺席。但出席的名將仍然有安徽的北京奧運會女子團體冠軍成員邓琳琳、陝西的2009年世錦賽鞍馬冠軍张宏涛、廣東的2007年世錦賽男子團體冠軍成員梁富亮、河北的北京奧運會女子團體冠軍成員李珊珊和上海的2011年世界大學生運動會女子個人全能金牌肖康君等，而主隊香港則派出2010年泛太平洋體操錦標賽男子跳馬銅牌得主石偉雄和吊環亞軍吳翹充，以及2011年世界大學生運動會女子跳馬季軍黃曉盈參賽。各代表團的運動員名單：

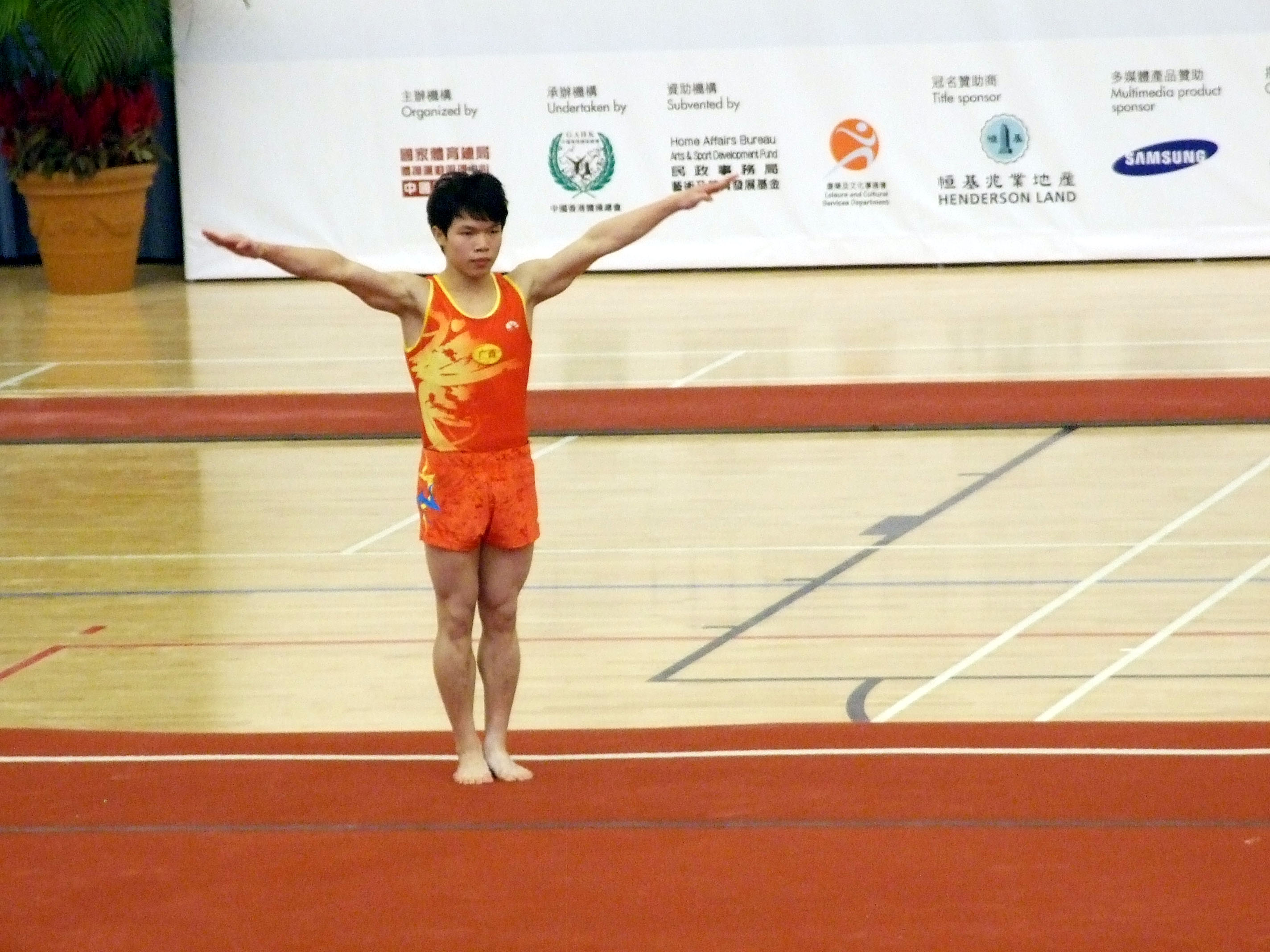
广西方海亮
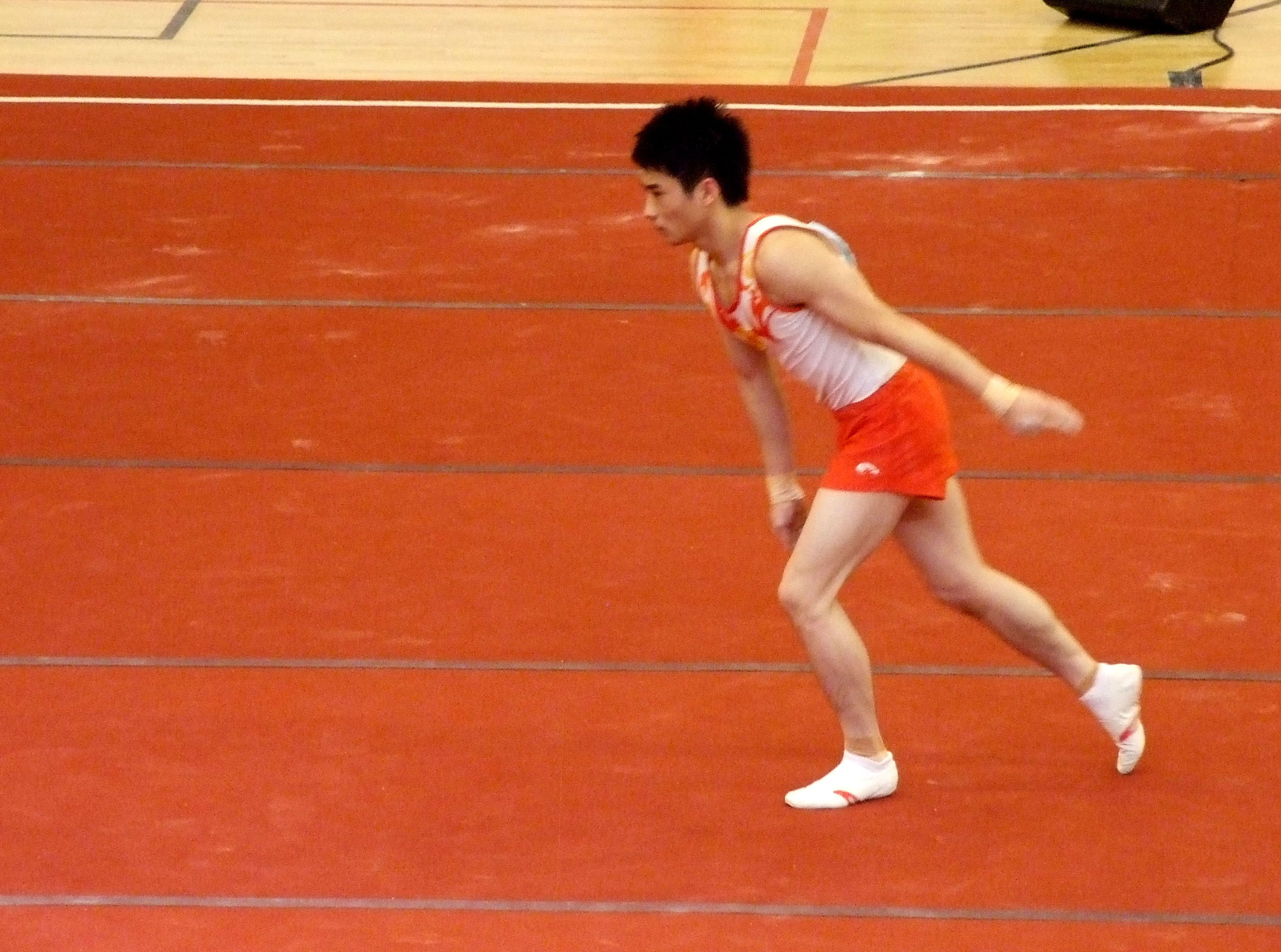
广东周施雄

| #  | 代表團                | 領隊                 | 男運動員                                                                     | 人數 | 女運動員                                       | 人數 |
| -- | --------------------- | -------------------- | ---------------------------------------------------------------------------- | ---- | ---------------------------------------------- | ---- |
| 1  | 安徽                  | 张 霞                |                                                                              | 0    | 邓琳琳                                         | 1    |
| 2  | 贵州                  | 王印凯、吕剑玲       | 杜 伟、杨胜超、邓书弟、冯园明                                                | 4    | 曾潘潘、吕雅雯、杨红茜、陆美宏                 | 4    |
| 3  | 浙江                  | 鲁 健、陈 红         | 鲁辰玺、沃 升、方李翔、毛少奇、徐康烨、叶加晨                                | 6    | 黄慧丹、楼妮娜、谢雯玮、宾丽园                 | 4    |
| 4  | 山西                  | 刘吉芳、杨艶丽       | 李佳伟、刘吕燏、魏 鑫、姚建杉、张可勤                                        | 5    |                                                | 0    |
| 5  | 山东                  | 张 平、孙即鹏        | 黄玉国、王 鹏、曲业新、闫人鹏、 良                                           | 5    |                                                | 0    |
| 6  | 四川                  | 张容伟               | 罗泽鹏、肖人可、陈坤杰、刘华楠、蒋 磊                                        | 5    | 官文荔、熊金菊、陈向晴、曾世霞                 | 4    |
| 7  | 北京                  | 杨月山               | 赵陆洋                                                                       | 1    | 李依婷、王 欣                                  | 2    |
| 8  | 陕西                  | 王建军、李宝剑       | 张宏涛                                                                       | 1    | 杨 佩                                          | 1    |
| 9  | 河南                  | 甄卫民               | 柴 政、杨 扬、张润奇、邓少坤、付天一                                         | 5    | 解碧莹                                         | 1    |
| 10 | 天津                  | 姚洪臣               | 曹恒久、孙 冰、康 辰、王子强、付 钰                                          | 5    | 蒋 彤                                          | 1    |
| 11 | 江苏                  | 黄 旭、蔡 森         | 童英杰、朱天戈、陆 乐、吕君海、尤 浩、陆文天、 杜文飞、陈 晨、胡殷杰、陆一定 | 10   |                                                | 0    |
| 12 | 八一                  | 张佩山               | 董振东、蔡伟峰、杨嘉麒、邓晓峰、谭忠坚、刘 洋、 王 博                        | 7    |                                                | 0    |
| 13 | 广东"中山火炬" 体操队 | 郑如鸿、戴月莲       | 梁富亮、廖秋华、周施雄、曹渝龙、朱真泉、杨金辉、 余俊杰                      | 7    | 吴柳芳、骆佩茹、陈诗华、董艳婷、梁丽霞、陈怡莹 | 6    |
| 14 | 河北                  | 刘 杰                |                                                                              | 0    | 李珊珊                                         | 1    |
| 15 | 湖南"芙蓉王" 体操队   | 谢创生、谢智敏       | 王 鹏、符 敏、屈瑞阳                                                         | 3    | 崔 婕、冯 笑、邓春芬、谭佳薪                   | 4    |
| 16 | 广西                  | 谭珊丹               | 廖俊林、梁明声、黄 熙、骆建林、古柏森、蒋 俊、 张江波、方海亮                | 8    |                                                | 0    |
| 17 | 江西                  | 闫建国               | 张 锟、张 阳、唐星星、李 林、魏宏韬、刘 聪                                   | 6    | 胡 鑫、郑罗莎、杨良玉                          | 3    |
| 18 | 福建"泰普特" 体操队   | 陈建基、黄海峡       | 陈学章、林超攀、施益民                                                       | 3    | 周巧红、吴晨露、黄佩君、周 玲、付一丹          | 5    |
| 19 | 辽宁                  | 吴晓玲、唐 白        | 齐 圣、朱晓冬                                                                | 2    | 肖 洒、汪秋玲、何文秀、段思远                  | 4    |
| 20 | 湖北                  | 万小玲               | 罗 旋                                                                        | 1    | 张业琳子、张 箐                                | 2    |
| 21 | 上海                  | 沈利龙、朱 政、李 备 | 徐 軍、何幽潇、张仲博、秦飞雄、王天洋                                        | 5    | 肖康君、杨如雪、张宇皎                         | 3    |
| 22 | 香港                  | 潘鏡雄               | 李俊健、廖錦華、詹文軒、吳翹充、石偉雄                                       | 5    | 黃曉盈、徐洛怡、梁嘉雯、伍婉然                 | 4    |
| 23 | 国家队                | 叶振南、张佩文       |                                                                              | 0    |                                                | 0    |
|    |                       |                      | 總數：                                                                       | 94   | 總數：                                         | 50   |

- 广西方海亮
- 广东周施雄

## 賽制及賽事日程
2011年全國體操冠軍賽於11月14日至22日在中國香港特別行政區舉行，賽事採用國際體操聯合會頒發的2009—2012年體操評分規則，有來自23個省、區、市和解放軍代表團參加。各參賽單位可註冊最多男、女運動員各6人，領隊、醫生、舞蹈教師各1人，教練員共4人；但註冊男、女運動員各3名或少於3名的單位只允許1名教練員；同時允許各單位註冊超額運動員參賽，計成績和名次，但所有費用自理，如全能、單項取得決賽資格，將佔本單位名額。競賽項目包括女子4項：跳馬、高低槓、平衡木和自由體操及男子6項：自由體操、鞍馬、吊環、跳馬、雙槓和單槓。男運動員入必須在1995年12月31日前出生，而女運動員則為1996年12月31日。
2011年11月17日進行兩場女子資格賽，而翌日進行兩場男子資格賽，錄取各單項前8名參加單項決賽，同時決定全能成績名次。11月19日進行包括男子自由體操、鞍馬、吊環和女子跳馬、高低槓第五項決賽；11月20日進行男子跳馬、雙槓、單槓和女子平衡木、自由體操等餘下五項決賽。

## 場地、門票及推廣

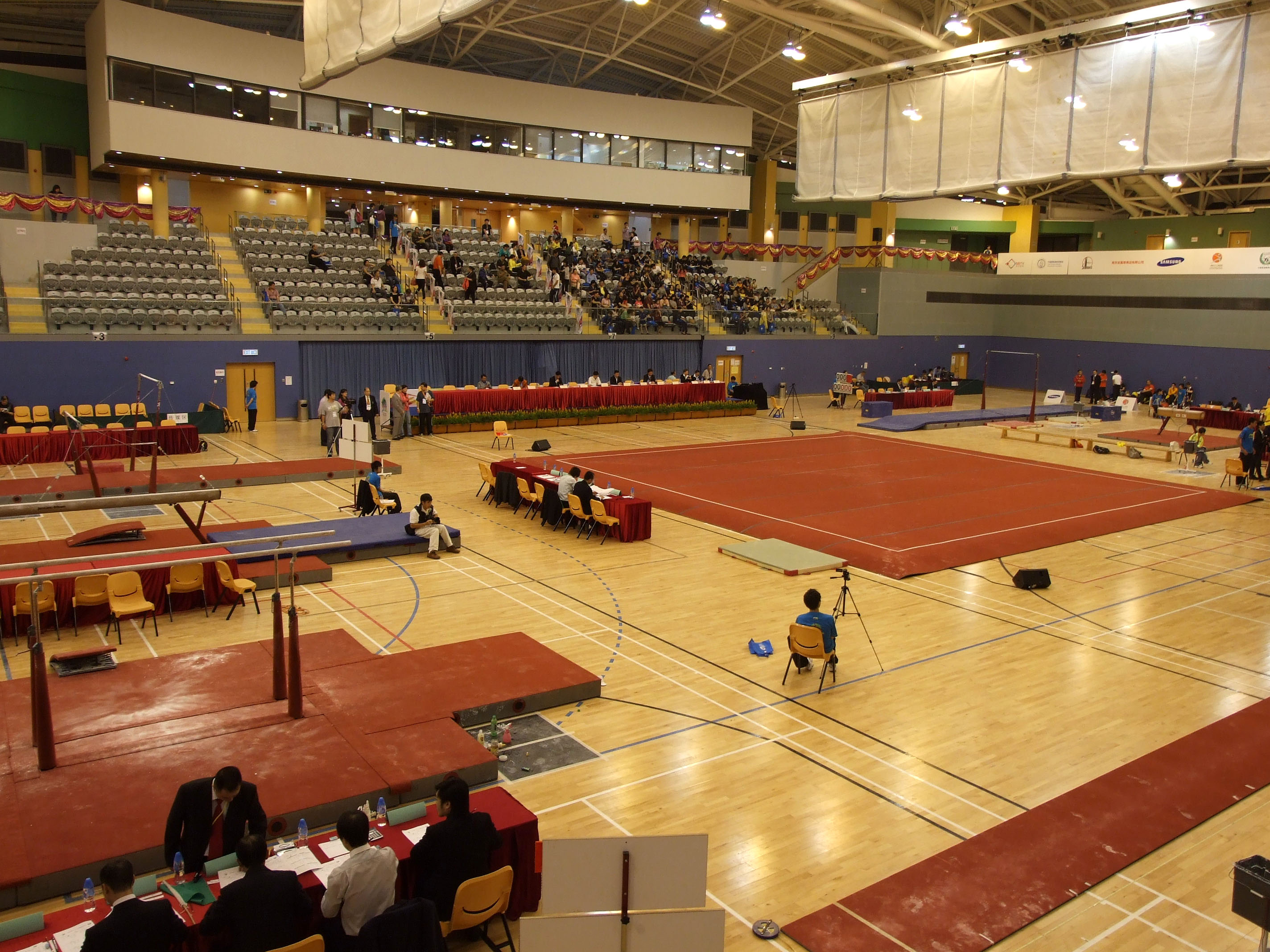
馬鞍山體育館內觀

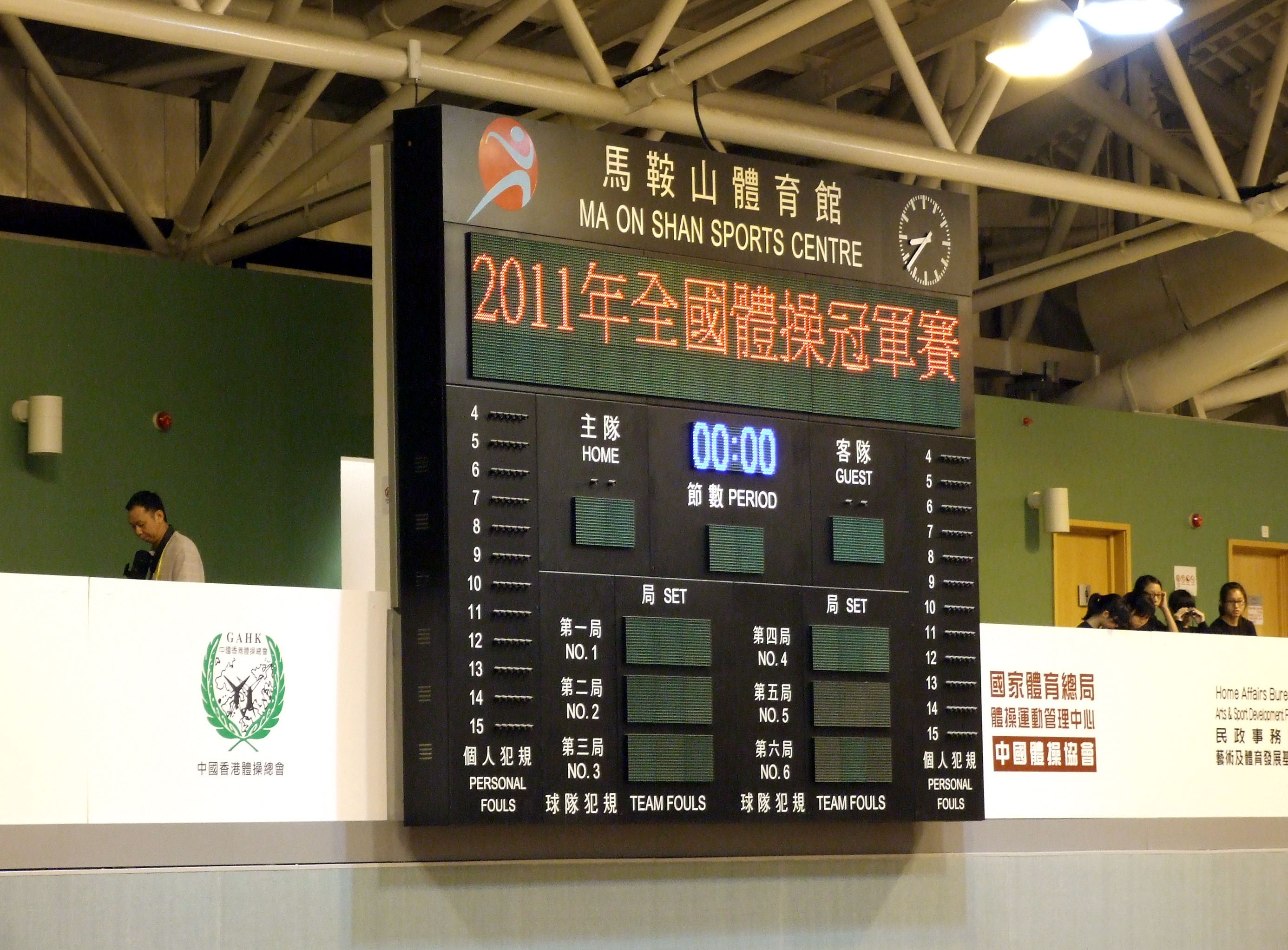
館內記分牌

2011年全國體操冠軍賽於香港新界沙田區馬鞍山的馬鞍山體育館舉行，體育館於2004年落成啟用，是一所多元化體育場館。作為一個地區康樂用途的場地，主場館設有兩面觀眾席，約可容納1,000人，雖然亦有舉辦「全港校際體操比賽」的經驗，而大型國際賽則只有「香港国际武术节」，惟設施以針對球類比賽為主。
賽事門票並沒有設公開發售，賽會送出門票予中國各省市領導、機構、學校和弱勢社群觀賞賽事。除透過參加遊戲贏取門票外，大會亦設有50張即場門票予現場人士，以排隊一人一票形式先到先得。
2011年10月20日在馬鞍山新港城中心舉行記者招待會公佈賽事詳情，隨即於恒基兆業地產集團轄下商場包括新港城中心、新都城中心、沙田中心、荃灣中心和粉嶺中心進行巡迴展覽，而香港體操運動員亦有落區協助宣傳。
雖然賽會海報稱2011年全國體操冠軍賽為「香港體壇盛事」，但卻不獲大型體育活動事務委員會的「"M"品牌活動」認證，更與兩項「"M"品牌活動」YONEX-SUNRISE香港公開羽毛球錦標賽和國泰航空香港壁球公開賽同期舉行，加上一眾國家隊主力隊員全部缺席，賽事被受香港傳媒冷待，只有香港有線電視採訪片段安排在《體育王》播出。賽會透過官網進行網上直播，並於11月20日賽事最後一天在新港城中心作2小時的現場直播。

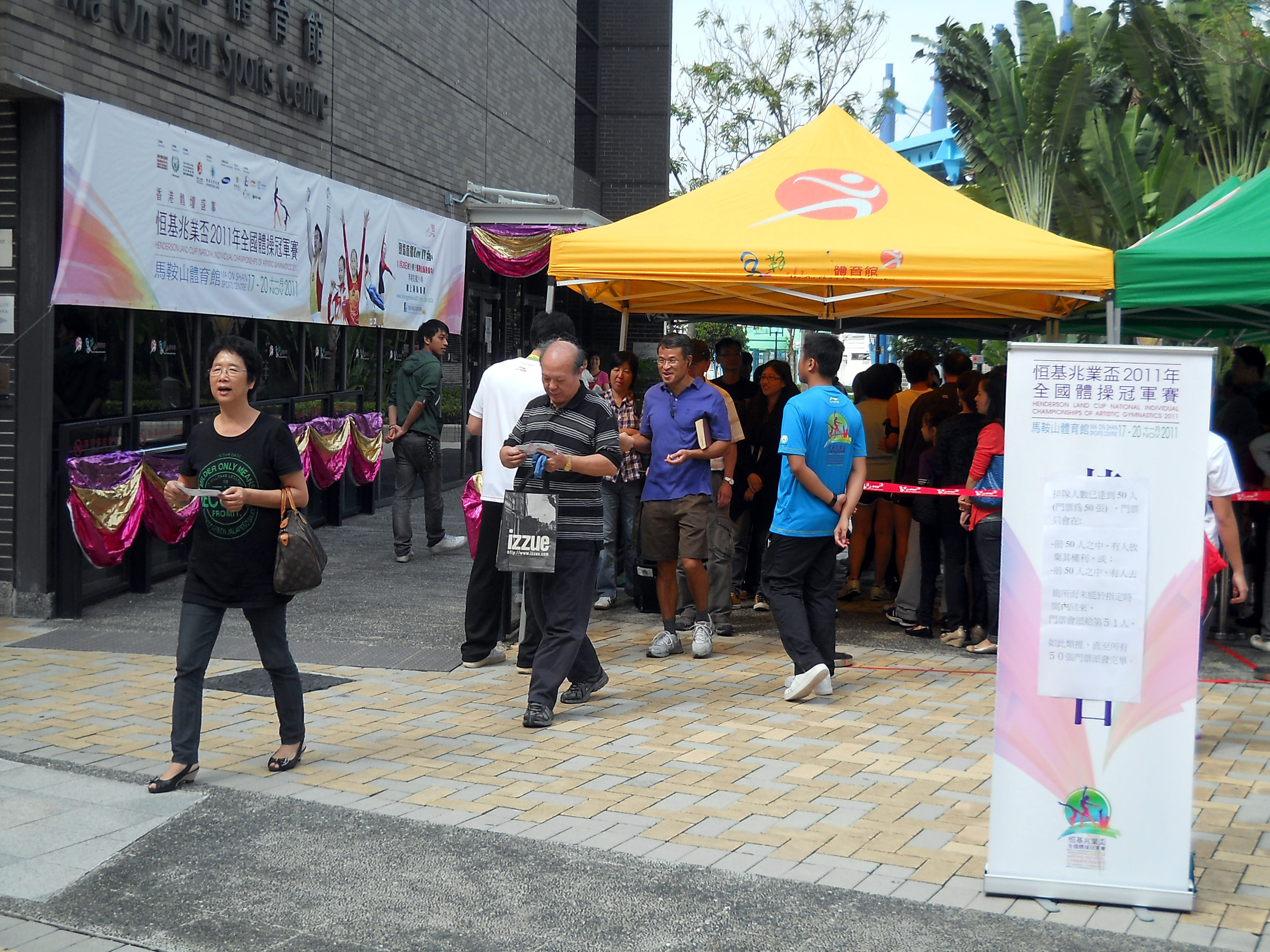
派發即場門票
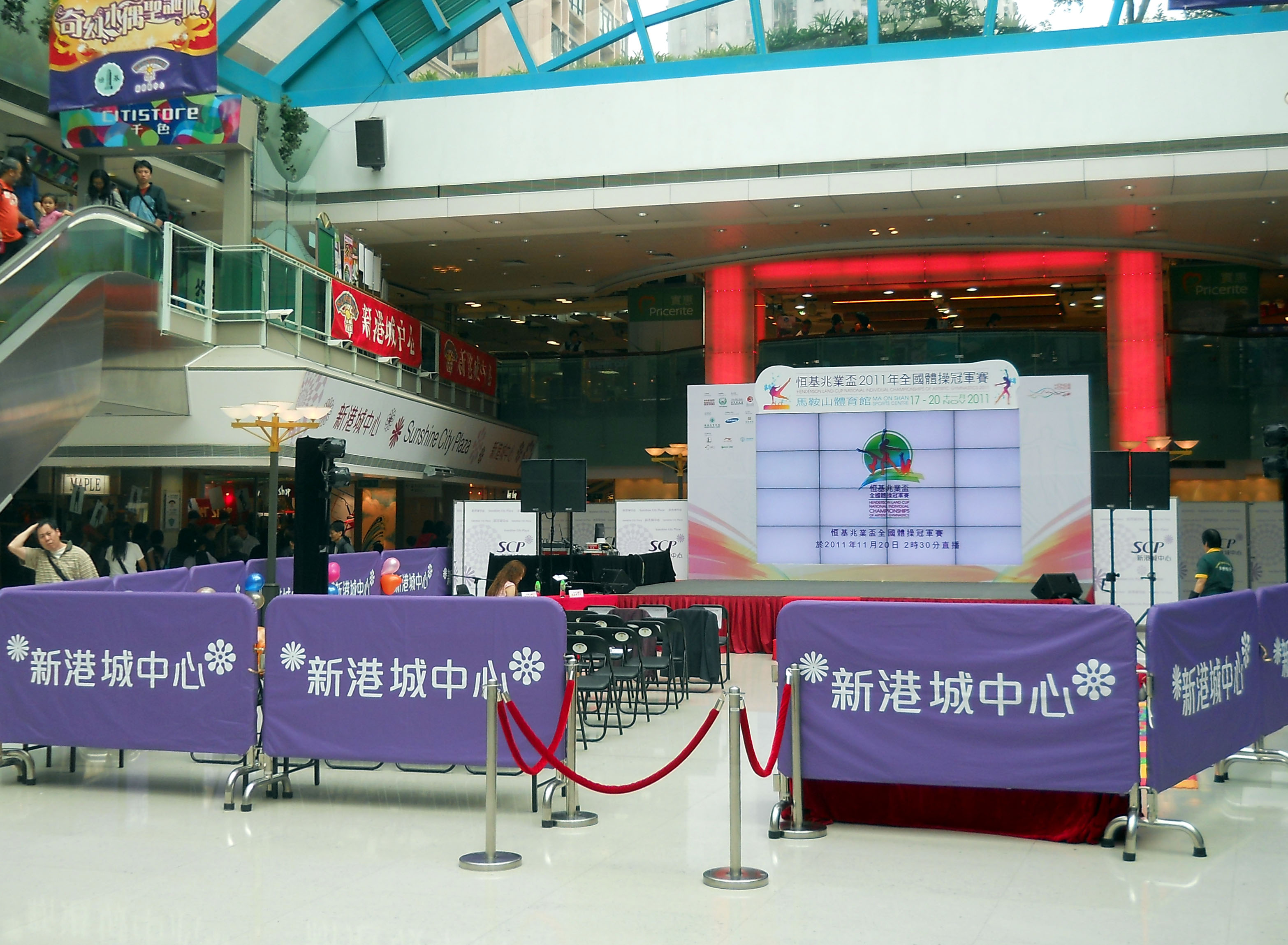
新港城中心現場直播

## 成績

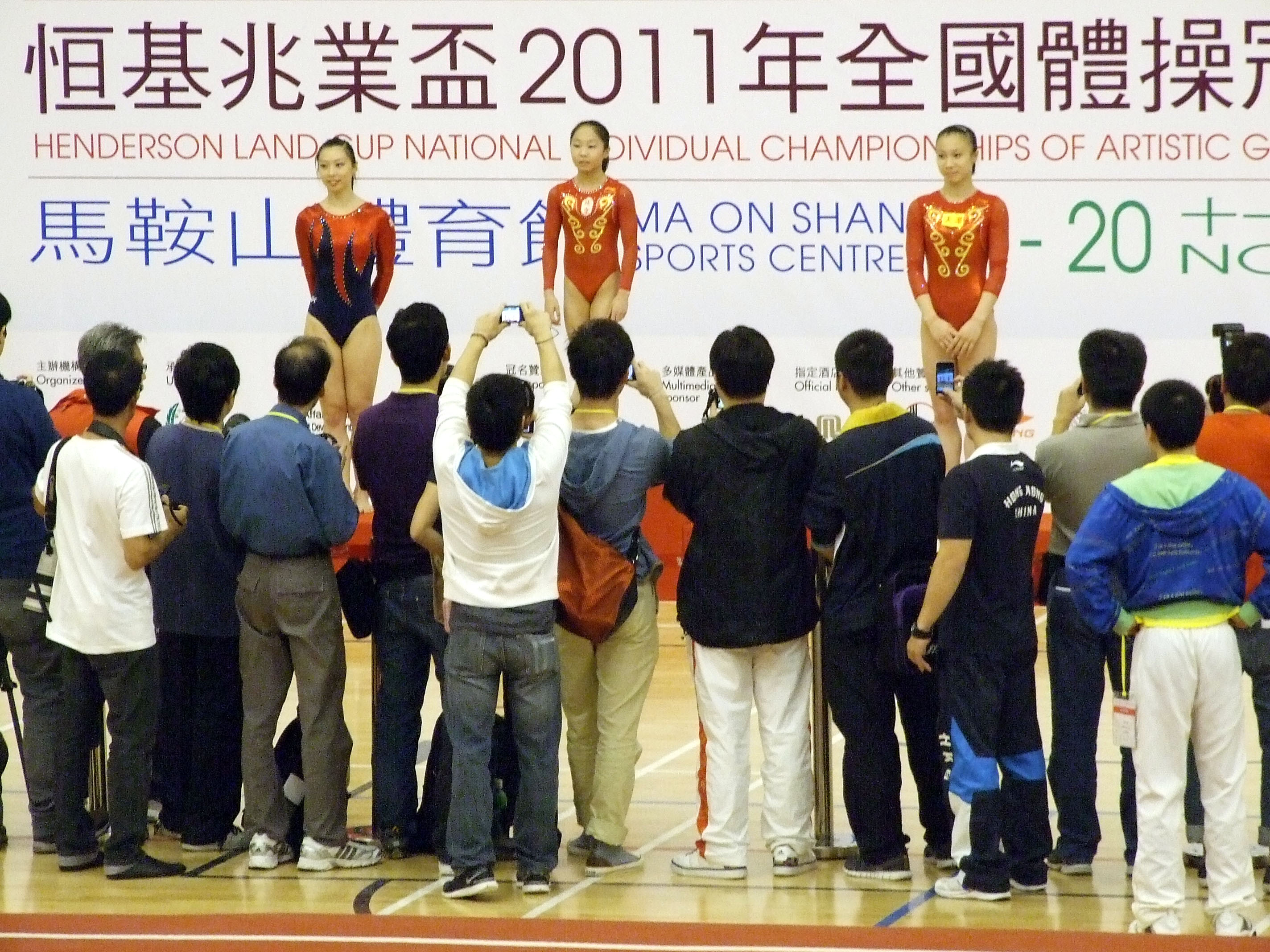
跳馬見證香港第一銀
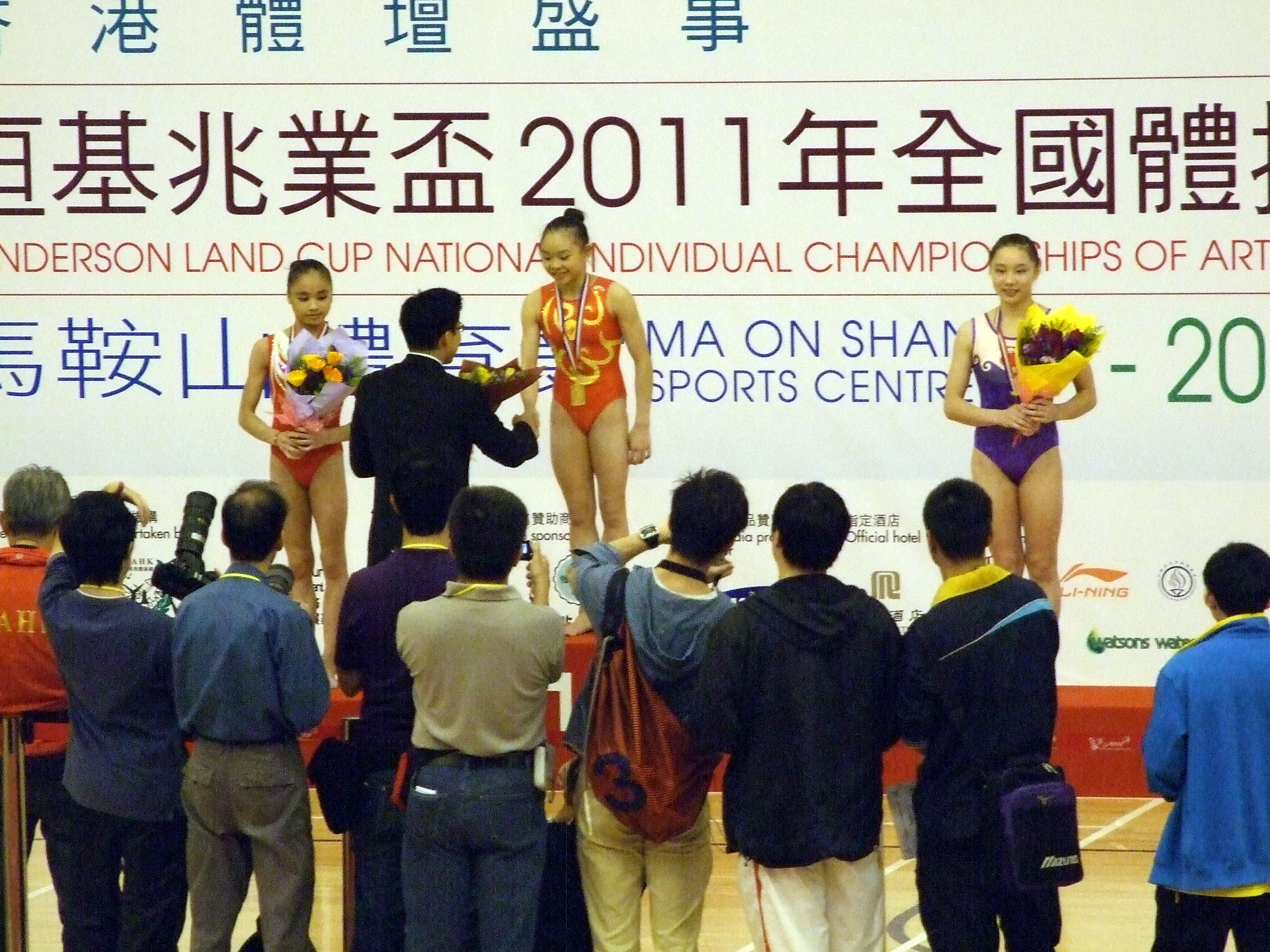
高低槓獲獎人

2011年11月19日首日決賽共決出男子自由體操、鞍馬、吊環和女子跳馬、高低槓等5個單項名次。首項決賽男子自由體操由廣西方海亮以15.075分摘金；而鞍馬則由陝西張宏濤成功衛冕；吊環決賽湖北罗旋以高達6.9分的難度分值動作輕鬆奪冠。而女子單項決賽方面，北京李依婷以14.612分取得跳馬金牌，主場出戰的黃曉盈發揮理想勇奪銀牌；广东骆佩茹在高低槓以0.275分壓倒南昌城運會三冠王浙江黃慧丹奪冠。另外賽制規定全能名次由資格賽成績決定，分別由廣東廖秋华和安徽邓琳琳獲得本屆全國體操冠軍賽的男女全能冠軍。
11月20日進行最後一天角逐，共產生男子跳馬、雙槓、單槓和女子平衡木、自由體操等5個單項名次。今年全錦賽冠軍上海张仲博以16.275分奪得跳馬冠軍，香港石偉雄於第一跳取得全場次高的16.150分，但第二跳時落地失誤踩出界外，最後僅名列第六；八一董振东和廣東周施雄分別獲得雙槓和單槓的金牌，而貴州邓书弟兩項均屈居次席。女子的兩個單項決賽則錯誤百出，浙江黄慧丹和湖南冯笑取得相同的14.350分共同獲得平衡木金牌，而黃慧丹亦在本屆比賽中取得1金2銀的優異成績；於首本項目平衡木決賽中跌落器械而無緣獎牌的安徽邓琳琳在自由體操收復失地，以13.925分一舉奪金，加上此前取得的全能冠軍，成功收穫兩金，成為唯一雙料冠軍。

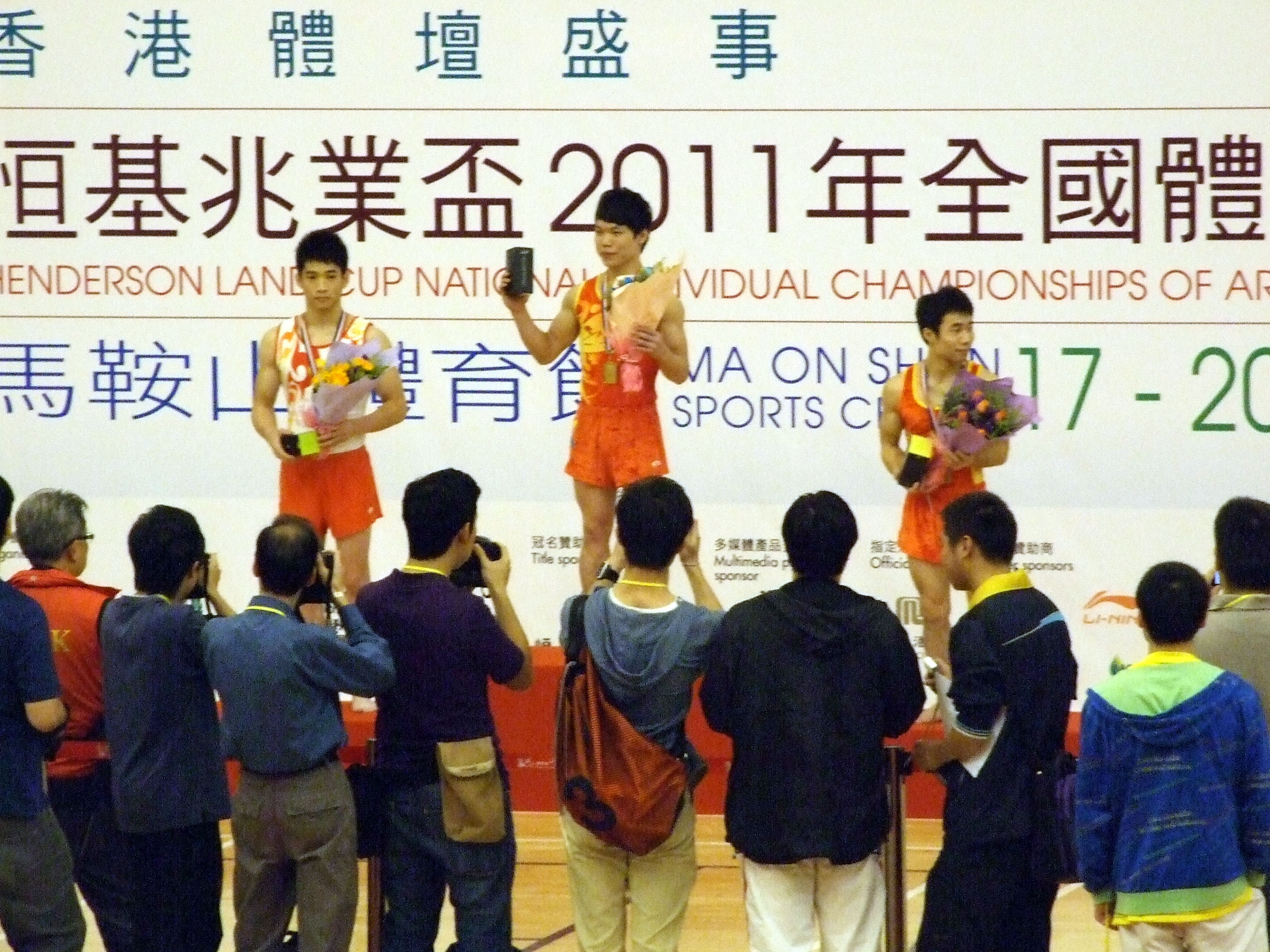
自由體操三甲
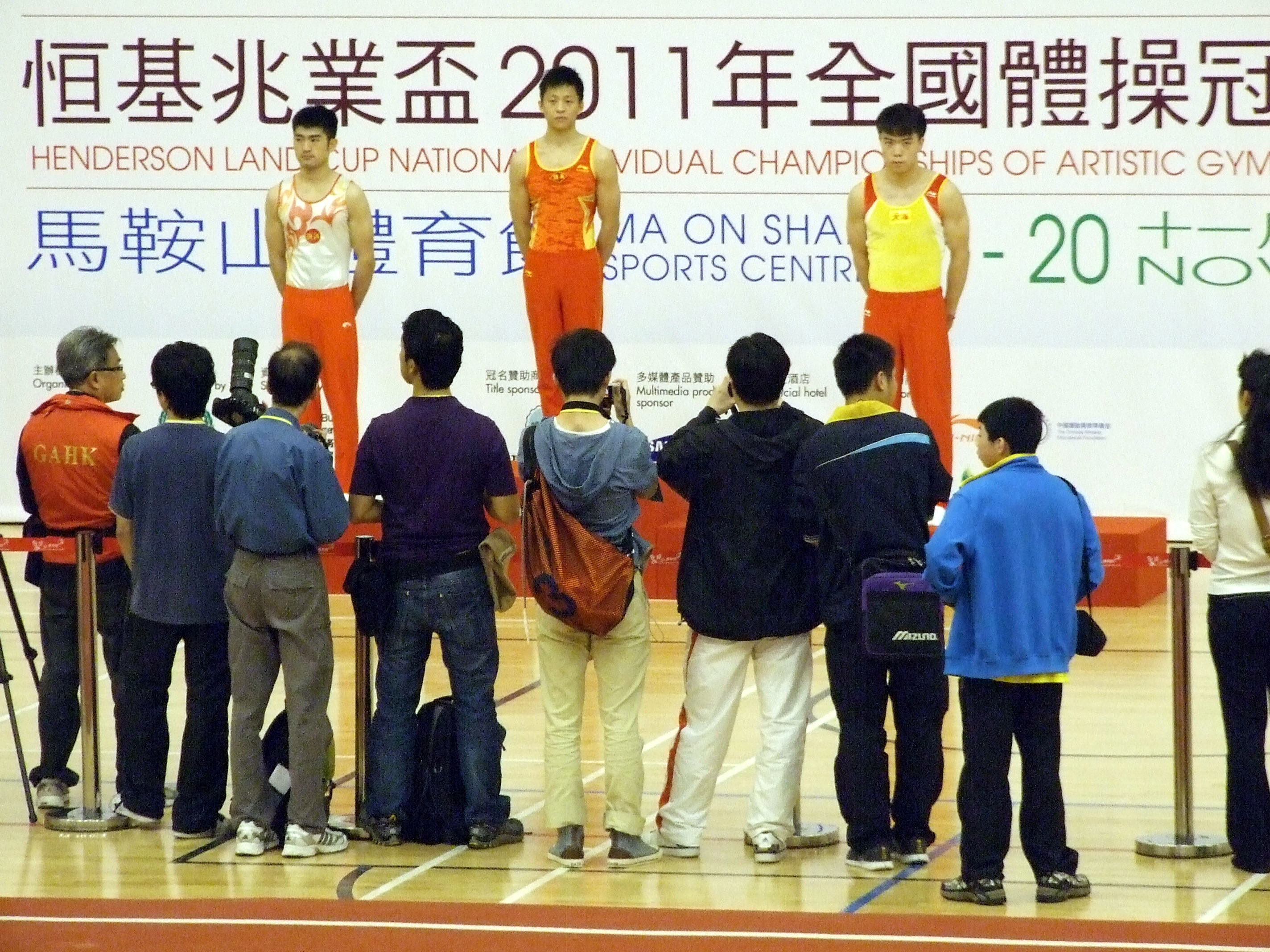
鞍馬優勝者
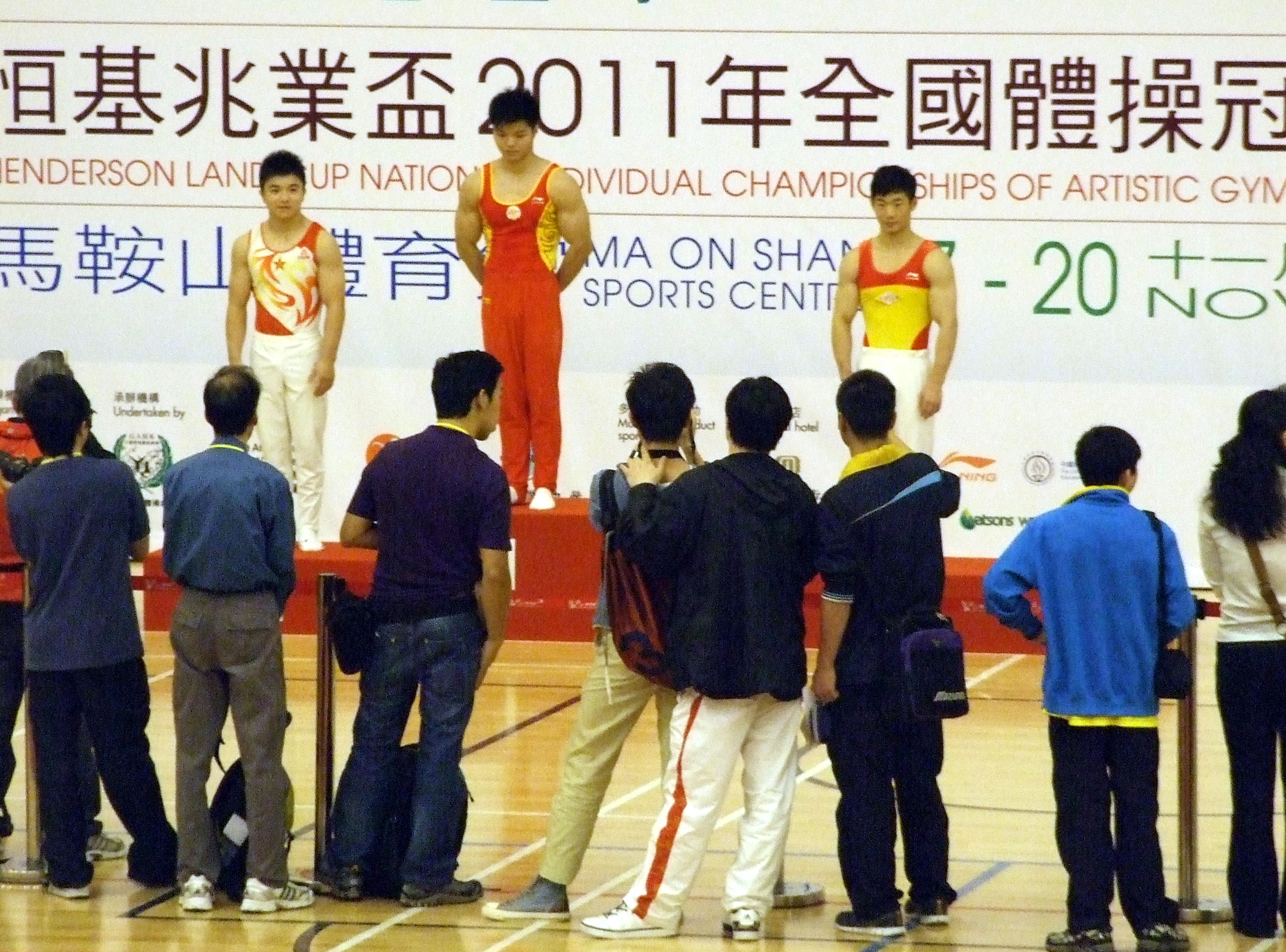
吊環金銀銅

男子項目
| 項目     | 金牌        | 银牌        | 铜牌        |
| 自由体操 | 广西 方海亮 | 广东 周施雄 | 贵州 杜 伟  |
| 跳马     | 上海 张仲博 | 湖南 屈瑞阳 | 广西 黄 熙  |
| 雙槓     | 八一 董振东 | 貴州 邓书弟 | 湖南 王 鹏  |
| 單槓     | 广东 周施雄 | 貴州 邓书弟 | 江苏 陆 乐  |
| 吊环     | 湖北 罗 旋  | 八一 刘 洋  | 四川 蒋 磊  |
| 鞍马     | 陕西 张宏涛 | 浙江 鲁辰玺 | 天津 付 钰  |
| 男子全能 | 广东 廖秋华 | 貴州 邓书弟 | 八一 邓晓峰 |

- 自由體操三甲
- 鞍馬優勝者
- 吊環金銀銅

女子項目
| 項目     | 金牌                   | 银牌        | 铜牌        |
| 自由体操 | 安徽 邓琳琳            | 浙江 楼妮娜 | 河北 李姗姗 |
| 跳马     | 北京 李依婷            | 香港 黃曉盈 | 天津 蒋 彤  |
| 高低槓   | 广东 骆佩茹            | 浙江 黄慧丹 | 上海 肖康君 |
| 平衡木   | 湖南 冯 笑 浙江 黄慧丹 | --          | 河南 解碧莹 |
| 女子全能 | 安徽 邓琳琳            | 浙江 黄慧丹 | 广东 骆佩茹 |

- 跳馬見證香港第一銀
- 高低槓獲獎人

代表團
| 排名   | 国家／地区 | 金牌 | 银牌 | 铜牌 | 總數 |
| ------ | ---------- | ---- | ---- | ---- | ---- |
| 1      | 广东       | 3    | 1    | 1    | 5    |
| 2      | 安徽       | 2    | 0    | 0    | 2    |
| 3      | 浙江       | 1    | 4    | 0    | 5    |
| 4      | 八一       | 1    | 1    | 1    | 3    |
| 4      | 湖南       | 1    | 1    | 1    | 3    |
| 6      | 广西       | 1    | 0    | 1    | 2    |
| 6      | 上海       | 1    | 0    | 1    | 2    |
| 8      | 北京       | 1    | 0    | 0    | 1    |
| 8      | 陕西       | 1    | 0    | 0    | 1    |
| 8      | 湖北       | 1    | 0    | 0    | 1    |
| 11     | 貴州       | 0    | 3    | 1    | 4    |
| 12     | 香港       | 0    | 1    | 0    | 1    |
| 13     | 天津       | 0    | 0    | 2    | 2    |
| 14     | 四川       | 0    | 0    | 1    | 1    |
| 14     | 河南       | 0    | 0    | 1    | 1    |
| 14     | 江苏       | 0    | 0    | 1    | 1    |
| 14     | 河北       | 0    | 0    | 1    | 1    |
| 總計： | 總計：     | 13   | 11   | 12   | 36   |

## 賽場內外

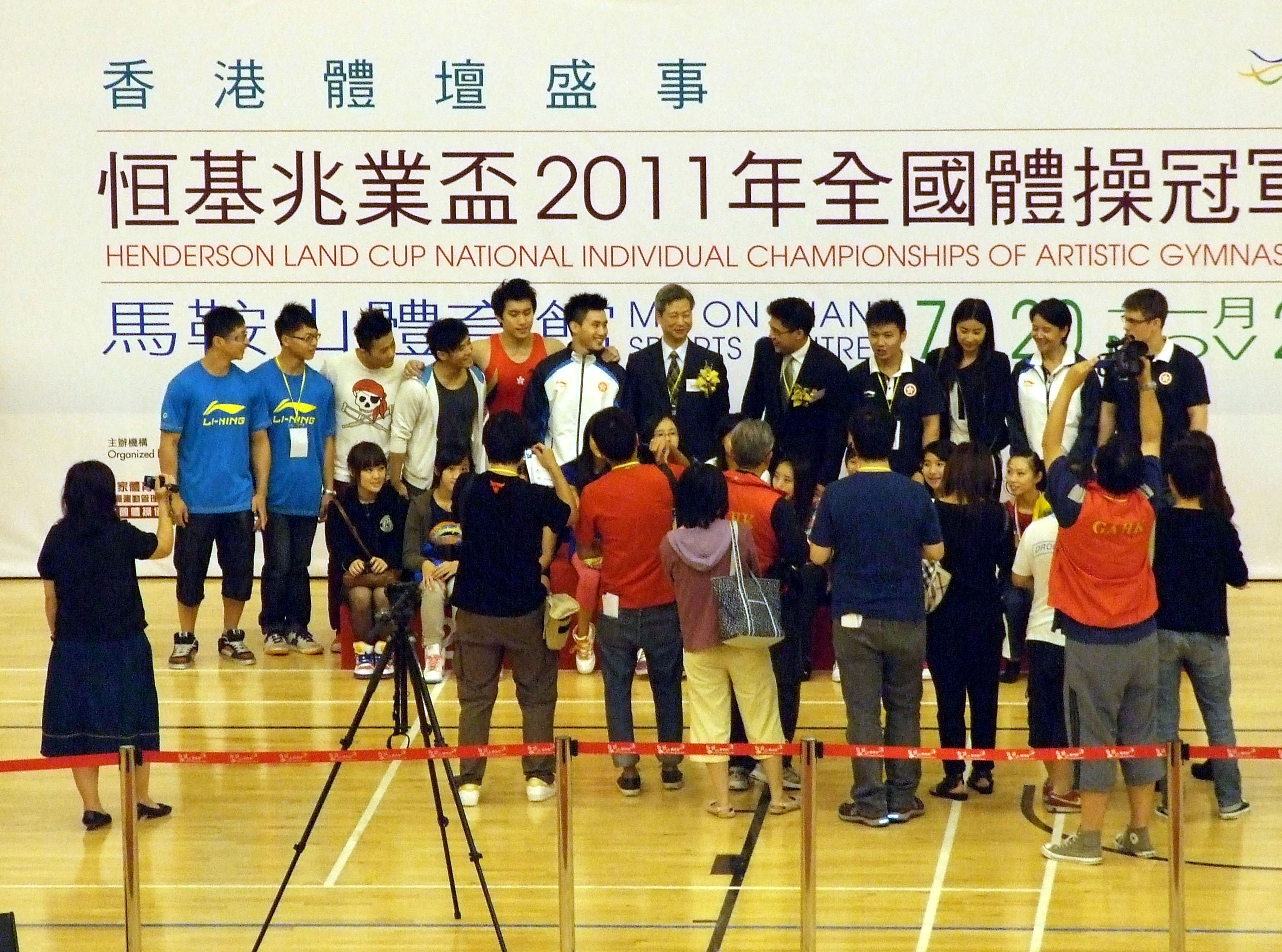
陳錦雄、霍啟剛、郭晶晶與港隊成員合照

- 代表團入住鄰近馬鞍山的沙田麗豪酒店，賽會並安排穿梭巴士往來酒店與比賽場地。
- 雖然三星電子是賽事的多媒體產品贊助，但賽會裁判員仍然採用遞紙條由主裁判按計數機的古舊方法計算分數。
- 組委會顧問霍啟剛的女友郭晶晶出席首日決賽[18]。
- 國家隊成員陈一冰、肖钦、眭禄和杨伊琳因備戰倫敦奧運而無暇參賽，但於最後一個賽日駕臨賽場為選手助威[4]。

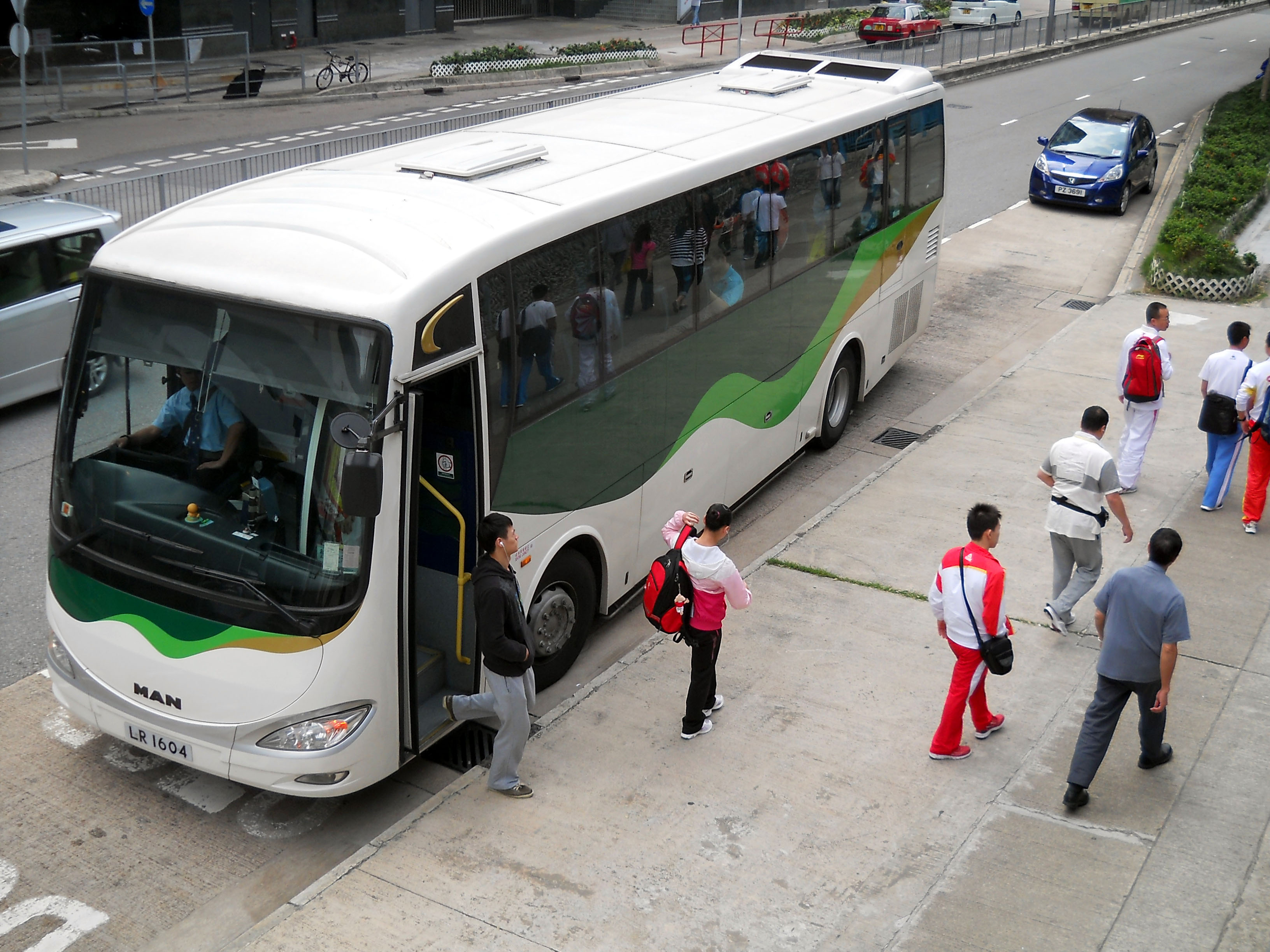
穿梭巴士
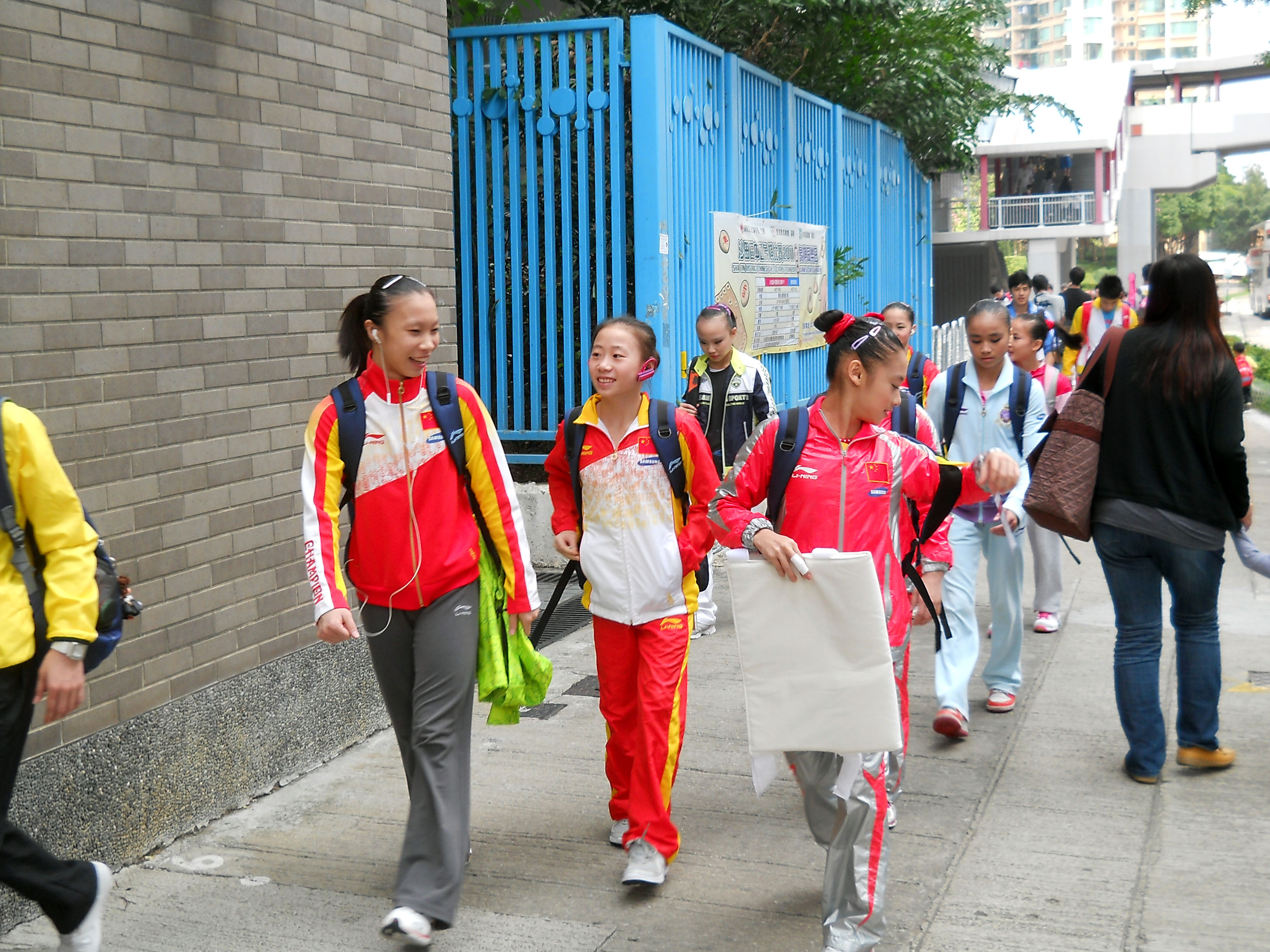
抵達賽場的女運動員
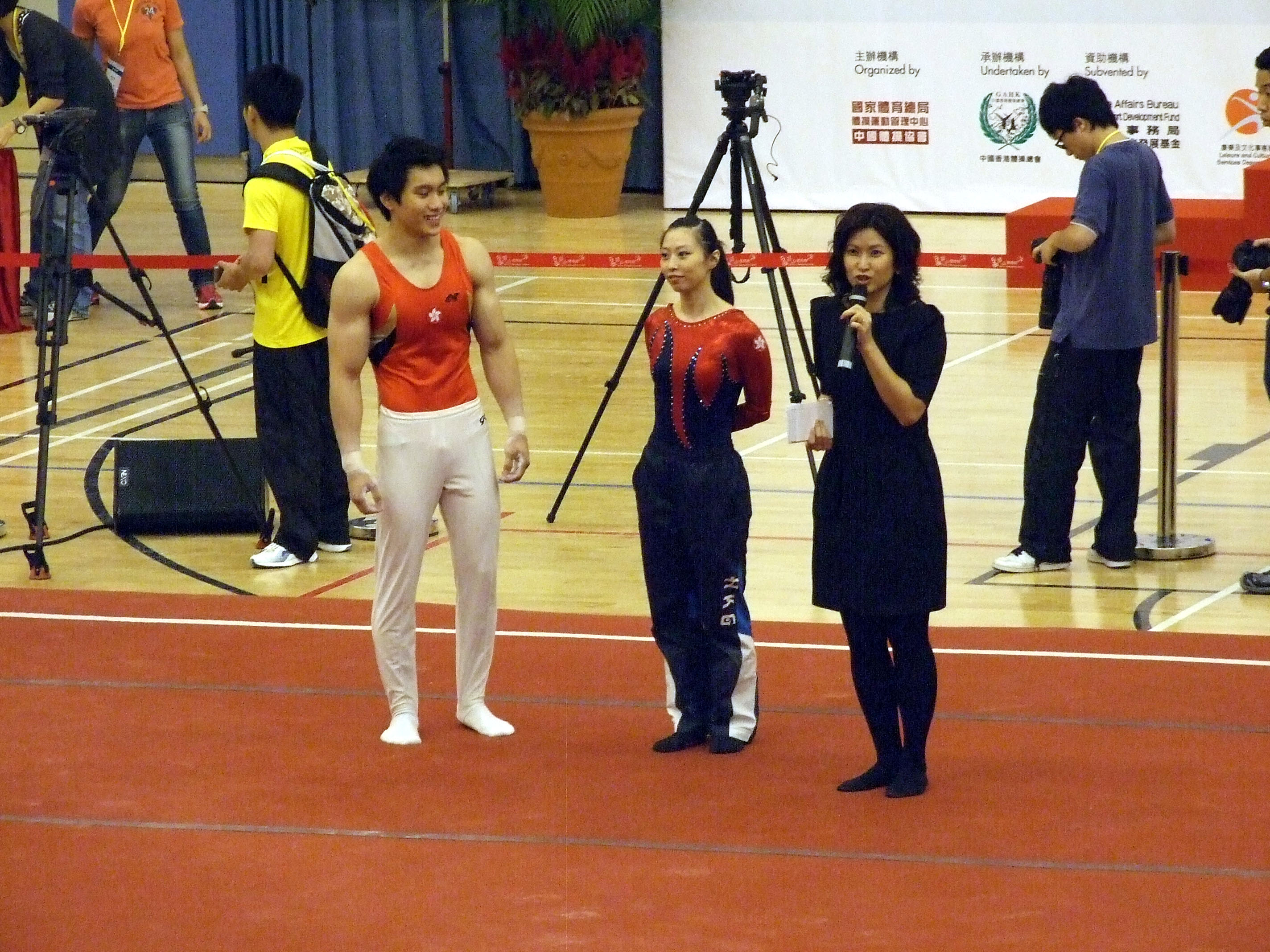
香港石偉雄和黃曉盈接受訪問

## 外部連結
- 官方網站
- 中国体操协会
- 中國香港體操總會 （页面存档备份，存于）